# Maria-Chantal Miller
Maria-Chantal Claire Miller (ur. 17 września 1968 w Londynie) – brytyjska projektantka mody, księżna koronna Królestwa Hellenów jako żona Pawła II, który w latach 1967–1973 był następcą greckiego tronu.

## Wczesne życie
Urodziła się w Londynie jako córka amerykańsko-brytyjskiego biznesmana, Roberta Warrena Millera i jego żony, Maríi Clary "Chantal" Pesantes Becerra, Ekwadorki. Ma starszą siostrę Pię, byłą żonę Christophera Getty'ego i młodszą siostrę Alexandrę, byłą żonę księcia Alexandra von Fürstenberga. Została ochrzczona przez arcybiskupa Nowego Jorku Johna O'Connora w katedrze Świętego Patryka w Nowym Jorku, jej matką chrzestną została księżniczka Donatella Missikoff Flick.
Wychowywała się w Hongkongu, gdzie do dziewiątego roku życia uczęszczała do Peak School, kiedy to zaczęła uczęszczać do Institut Le Rosey w Szwajcarii. W 1982 roku przeniosła się do Ecole Active Bilingue w Paryżu, aż do ostatniego roku, który ukończyła w The Masters School w Nowym Jorku. Po ukończeniu studiów przez rok uczęszczała do Academy of Arts. Rozpoczęła studia z historii sztuki na Uniwersytecie Nowojorskim w 1993 roku, ale zrezygnowała z nich rok później po tym, jak Paweł, następca tronu Grecji, oświadczył się jej podczas wakacji na nartach w Gstaad w Szwajcarii w Boże Narodzenie.

## Małżeństwo
W 1994 roku zaręczyła się z Pawłem, synem zdetronizowanego Konstantyna II i Anny Marii Greckiej. Przeszła z katolicyzmu na greckie prawosławie, przyjmując greckie imię María 22 maja 1995 roku podczas prywatnej ceremonii bierzmowania, która odbyła się w kaplicy św. Pawła w Nowym Jorku. Jej pierścionek zaręczynowy składał się z szafiru o szlifie kaboszonowym i pierścionka z brylantem w kształcie serca. Wesele zostało zaplanowane przez Lady Elizabeth Anson i Roberta Isabella. Podczas ceremonii, Maria-Chantal miała na sobie sukienkę Valentino. Ceremonia miała miejsce 1 lipca 1995 roku w katedrze greckoprawosławnej św. Zofii w Londynie. Wśród gości znaleźli się członkowie europejskich rodzin królewskich.
Razem z Pawłem ma piątkę dzieci:
- księżniczkę Marię Olimpię (ur. 25 lipca 1996 roku w Nowym Jorku)
- księcia Konstantyna Aleksego (ur. 29 października 1998 roku w Nowym Jorku)
- księcia Achillesa Andrzeja (ur. 12 sierpnia 2000 roku w Nowym Jorku)
- księcia Odyseusza Kimona (ur. 17 września 2004 w Londynie)
- księcia Arystydesa Stawrosa (ur. 29 czerwca 2008 w Los Angeles)

## Kariera
W 2000 roku Maria-Chantal założyła markę luksusowej odzieży dziecięcej Marie-Chantal. W 2019 roku wydała książkę Maniery zaczynają się od śniadania: Nowoczesna etykieta dla rodzin. Jest powiernikiem Royal Academy Trust i dyrektorem zarządu DFS Group Ltd.